# Irma (Supermarkt)

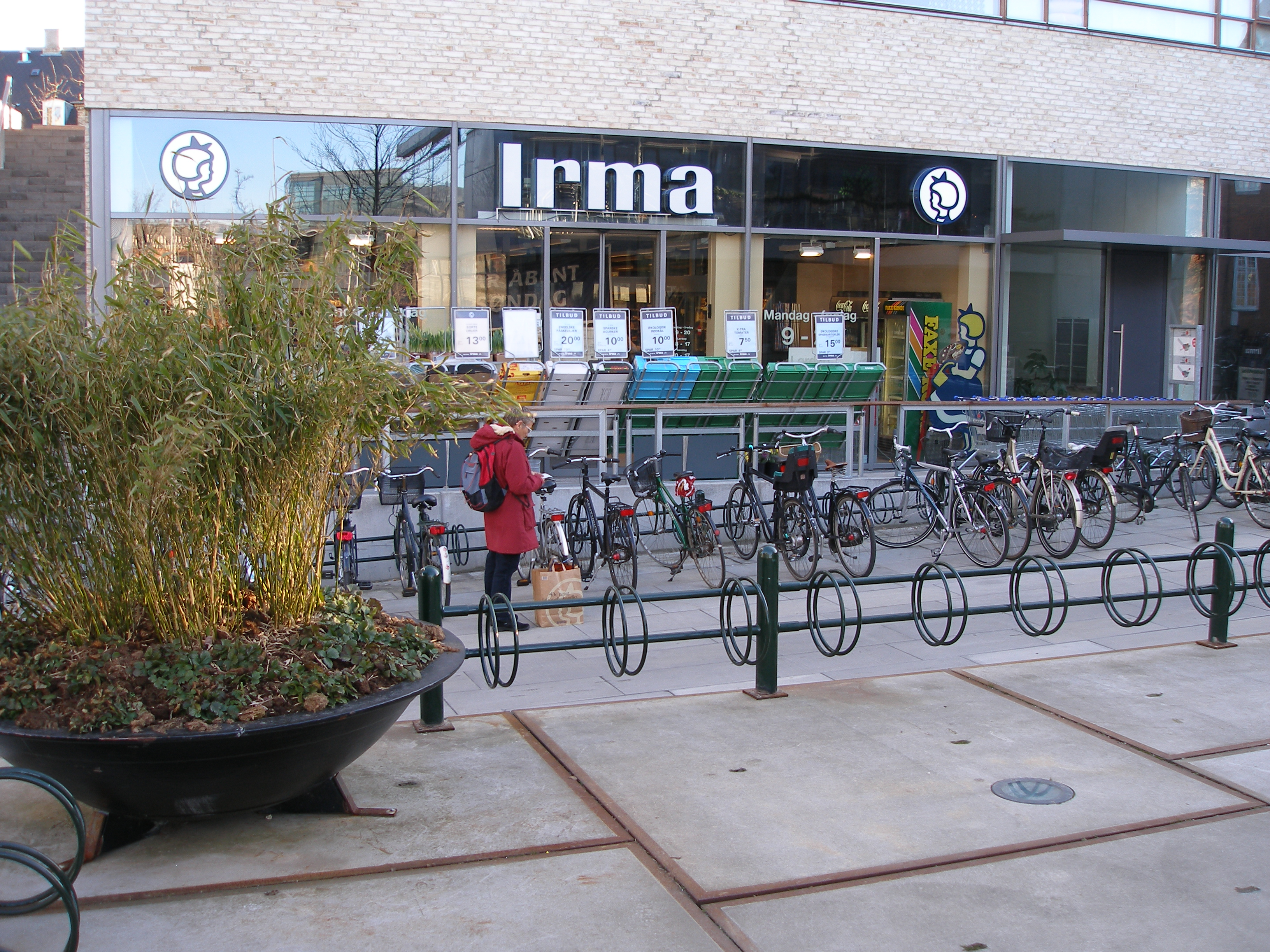
Irma-Filiale in Frederiksberg (2009)

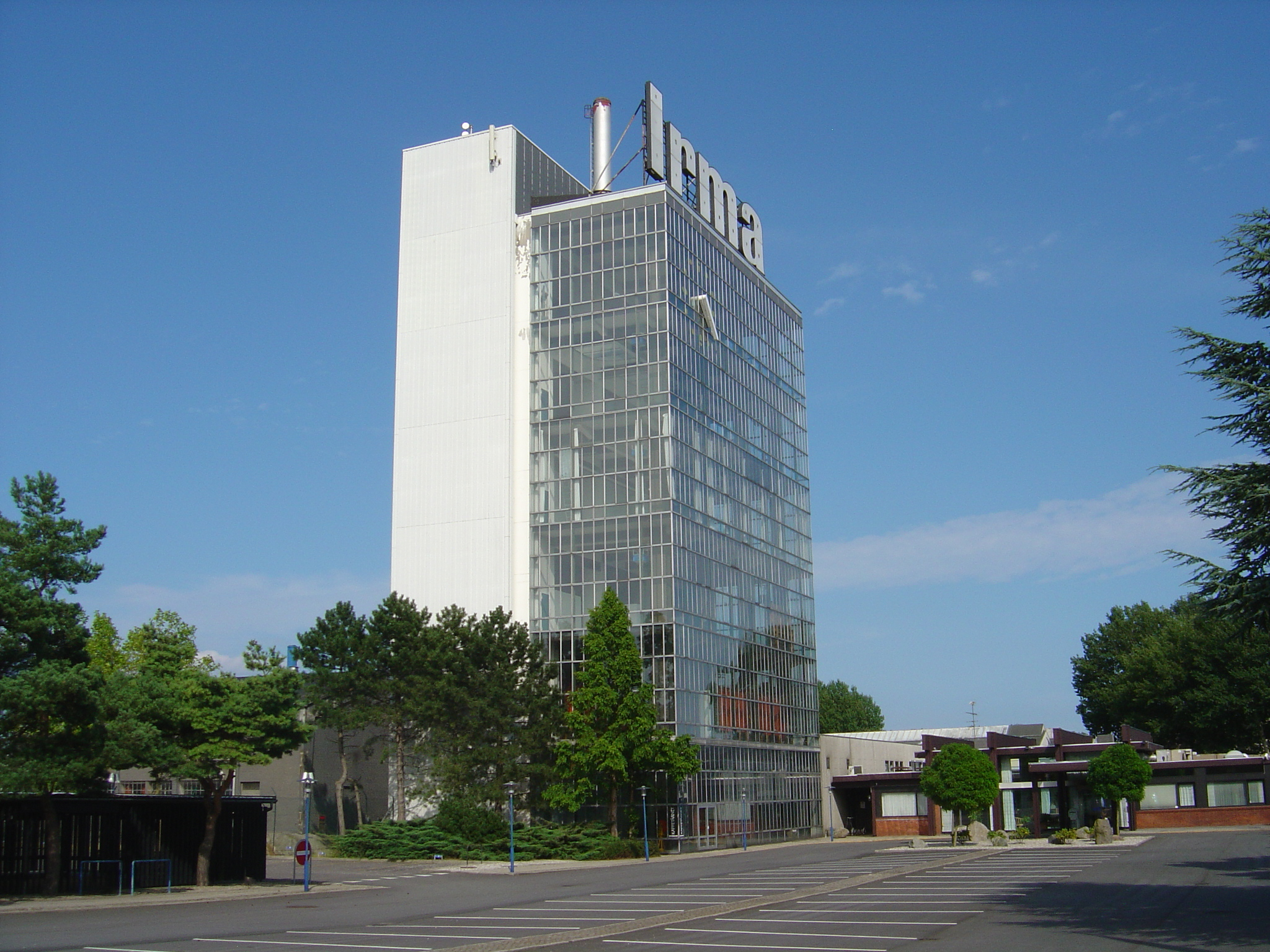
Frühere Hauptsitz Irma Center in Rødovre.

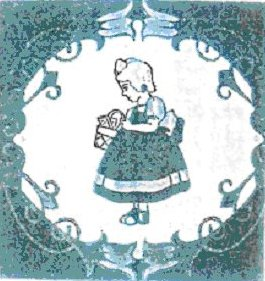
Firmenlogo «Irma-Mädchen» (1907)

Irma A/S ist eine dänische Supermarktkette. Sie gehört mit Sainsbury’s und Marks & Spencer zu den ältesten Lebensmittelketten der Welt. Derzeit betreibt sie 69 Filialen, ausschließlich auf Seeland (Stand 2018). Die Kette gehört ab 1982 zur Coop Danmark Gruppe. 2008 betrug Irmas Gesamtumsatz 2,251 Mrd. DKK (rund 300 Mio. Euro) und der Gewinn vor Steuern 9,5 Mio. Euro. Irma beschäftigt mehr als 1.000 Vollzeitmitarbeiter. Bis 2024 sollen alle Irma-Märkte auf die andere Vertriebslinien Brugsen, Coop 365discount oder Coop umgeflaggt oder geschlossen werden.

## Geschichte
Irma geht zurück auf einen Lebensmittelladen in der Ravnsborggade 13 in Kopenhagen-Nørrebro, den Carl Schepler (1870–1942) 1886 eröffnet hatte. Im Souterrain wurden Butter, Margarine, Eier und Milch verkauft. Da Schepler expandieren wollte, das Gesetz aber Waren aus eigener Produktion zur Bedingung für weitere Verkaufsfilialen machte, stieg Schepler in die Landwirtschaft ein. Ab 1904 entstanden Läden nicht nur in ganz Dänemark, sondern auch in Schleswig-Holstein und Hamburg. Die norddeutsche Kette sollte bald über 21 Geschäfte verfügen. Sie mussten in den 1930er-Jahren bereits wieder schließen. Nur im (nun dänischen) Nordschleswig konnte sich Irma bis in die 1960er Jahre halten.
Nach dem Tod Scheplers wurde die Kette von vier dänischen Eiergroßhändlern übernommen. Irma führte als eine der ersten Supermarktketten das Mindesthaltbarkeitsdatum ein, warb mit Angeboten der Woche, machte Reklame per Postwurfsendung, im Radio, per Design auf Plastiktüten. 1950 wurde die erste Filiale zum Selbstbedienungsladen umgestaltet. 1966 zog die Firmenzentrale von der Ravnsborggade nach Rødovre. 1982 wurde Irma an den Verband dänischer Verbrauchervereine (Fællesforeningen for Danmarks Brugsforeninger), die heutige Coop amba verkauft. Man konzentrierte die Geschäfte auf Kopenhagen und Seeland. Eine letzte Offensive des Unternehmens, dauerhaft auf Fünen und in Jütland Fuß zu fassen, scheiterte Mitte der 1990er-Jahre. Die Supermarktkette geriet in finanzielle Schieflage, öffentliche Proteste verhindern jedoch einen Verkauf des Unternehmens.
Seit 2001 entwickeln sich Umsatz und Gewinn wieder positiv. Man setzt auf PVC-freie Verpackungen und ein breites Sortiment an Bio-Waren. Mit ökologischem Profil und hoher Qualität werden besonders zahlungskräftige „Lifestyle“-Kunden angesprochen. 2008 erhielt Irma den MMM-prisen, den renommierten Preis der dänischen Einzelhandelsbranche. Anfang 2023 gab Coop bekannt, dass die Ketten Kvickly, Irma und SuperBrugsen aufgelöst werden sollen und auf andere Vertriebslinien umgeflaggt werden sollen. Der überwiegende Teil soll dabei als Coop, einer neuer Supermarkt-Vertriebslinie flaggen. Neben Coop sollen Irma-Standorte zudem auf Brugsen oder Coop 365discount umgeflaggt werden, andere Märkte sollen gänzlich schließen. Die erste auf Coop 365discount umgeflaggte Irma-Filialen eröffnete am 2. Juni 2023 im Kopenhagener Stadtteil Nørreport. Am 22. September 2023 folgten die ersten drei Neueröffnungen als Brugsen in den Stadtteilen Charlottenlund, Christianshavn und der Kommune Frederiksberg.

## Logo
1907 entwarf der Architekt Sofus Greiffenberg ein Firmen-Logo in Gestalt eines Mädchens in blauem Kleid. Seine dreijährige Tochter Else hatte für das „Irma-Mädchen“ Modell gestanden. Das Firmenzeichen wurde im Laufe der Zeit den modischen Trends angepasst: 1942 von Bent Mackeprang, in den 1970er-Jahren von Mackeprang und Erik Ellgaard Frederiksen sowie 2003 von Connie Lyst. Eingetragenes Warenzeichen ist es seit 1943. Von Februar bis August 2024 zeigte das Designmuseum Danmark eine Ausstellung „IRMA – eine Design-Geschichte“.

## Eigenmarke
Irma führt unter gleichem Namen eine Eigenmarke, die verschiedene Warensortimente abdeckt. Während die Marke aktuell (Stand: Oktober 2023) nur in Irma-Standorten zu finden ist, sollen die Artikel zukünftig auch in anderen Märkten von Coop erhältlich sein.